# Abaqa

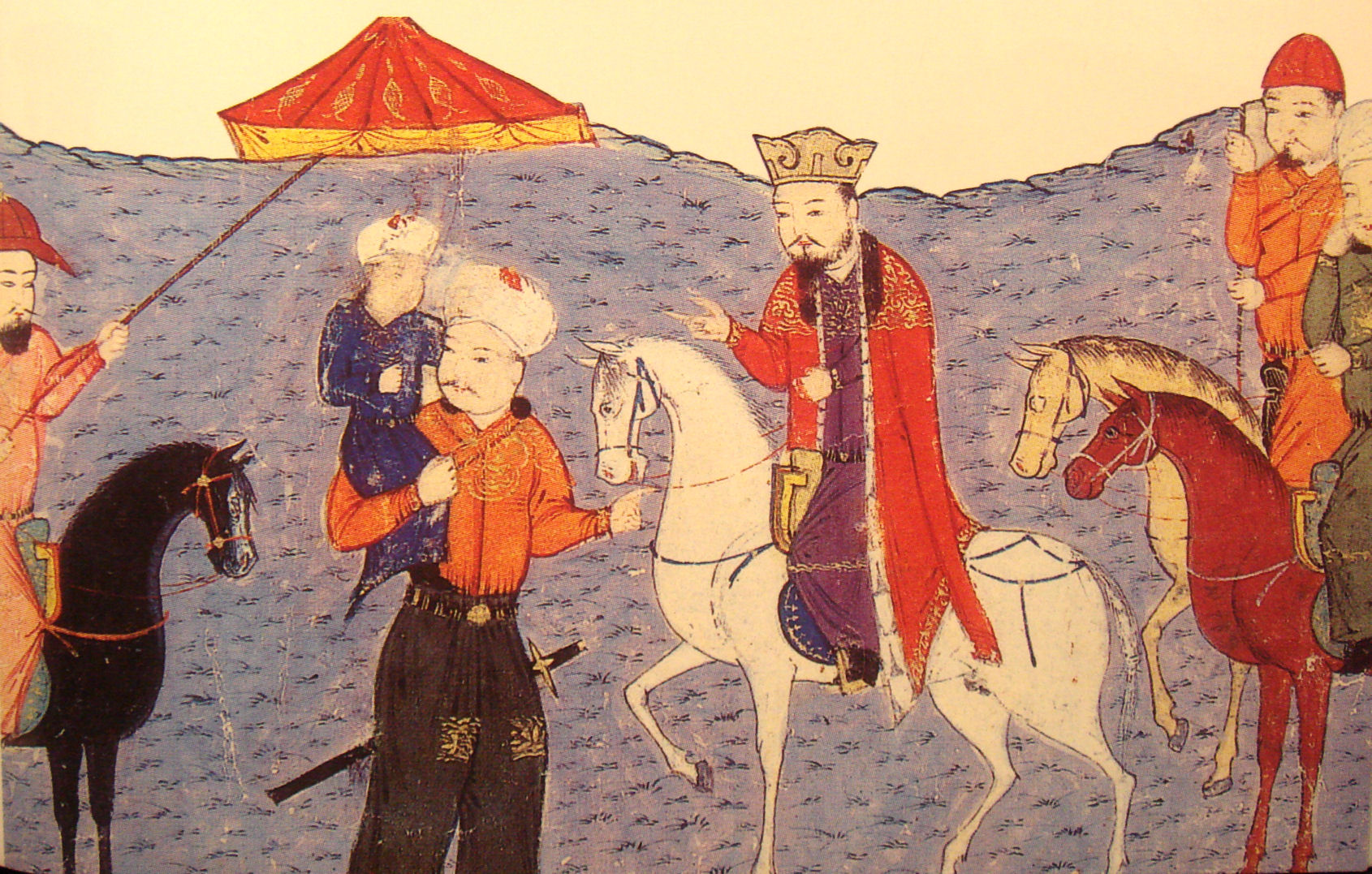
Abaqa

Abaka Chan (1234 - 1282) was de tweede Mongoolse chan van Perzië uit de dynastie van de Ilchans (1265-1282). Hij was een zoon van Hoelagoe.
Hij sloeg in 1270 de Mongolen van Transoxanië terug, maar werd door de Mammelukken in 1277 bij Albistan en in 1281 in Syrië verslagen. Hij werd vermoord door zijn broer Teguder die hem daarna opvolgde.